# شانکار ساستری
شانکار ساستری رئیس سابق مهندسی در دانشگاه کالیفرنیا، برکلی است. او تا به حال بر بیش از 65 دانشجوی دکترا و بیش از 50 دانشجوی کارشناسی ارشد نظارت داشته‌است. دانشجویان او اکنون در چندین مکان و در دانشکده‌های بسیاری از دانشگاه‌های بزرگ در ایالات متحده و خارج از کشور نقش‌های رهبری را به عهده دارند.